# Folie à Deux
| 전문가 평가                | 전문가 평가 |
| 총 점수                    | 총 점수     |
| 출처                       | 점수        |
| -------------------------- | ----------- |
| 메타크리틱                 | 73/100      |
| 평가 점수                  |             |
| 출처                       | 점수        |
| AllMusic                   | [ 2 ]       |
| The A.V. Club              | A           |
| Entertainment Weekly       | B           |
| The Guardian               | [ 5 ]       |
| Los Angeles Times          | [ 6 ]       |
| MSN Music (Consumer Guide) | B−          |
| NME                        | 8/10        |
| The Observer               | [ 9 ]       |
| Rolling Stone              | [ 10 ]      |
| Spin                       | [ 11 ]      |

《Folie à Deux》는 아일랜드 레코드에 의해 2008년 12월 10일에 발매된 미국의 록 밴드 폴 아웃 보이의 네 번째 스튜디오 음반이다. 이전 두 음반 《From Under the Cork Tree》 (2005년)와 《Infinity on High》 (2007년)와 마찬가지로, 그들의 음악은 리드 보컬이자 기타리스트인 패트릭 스텀프에 의해 작곡되었고 베이시스트 피트 웬츠에 의해 작사되었다. 작곡 과정과 관련하여, 그 밴드는 《Folie à Deux》를 그들의 가장 협력적인 음반으로 생각했다.
이전 발매와 달리 이 음반은 2008년 7월부터 9월까지 프로듀서 닐 애브론과 비교적 비밀리에 녹음되었다. 녹음 세션은 부패하는 관계, 도덕적 딜레마 및 사회적 단점과 관련된 서정성에 영감을 주었다. 음반의 스타일은 초기 이모 파워 코드에서 벗어나 장르의 다양성으로 이동했다. 폴 아웃 보이는 그룹에 이전에 익숙하지 않은 악기 및 녹음 기술을 사용할 뿐만 아니라 《Folie à Deux》를 위해 여러 게스트 아티스트를 영입했다. 음반을 홍보하기 위해 밴드는 "Citizens For Our Betterment(더 나은 시민)"이라는 빅 브라더 유형 조직을 중심으로 입소문 마케팅을 시작하고 광범위한 투어 일정을 시작했다.
《Folie à Deux》는 《Infinity on High》보다 상업적으로 덜 성공적이었지만, 판매 첫 주에 149,000장 이상을 팔며 미국 빌보드 200에서 8위로 데뷔했다. 이 음반은 비평가들로부터 호평을 받았는데, 많은 사람들이 창의성과 다양한 스타일에 초점을 맞췄고, 다른 사람들은 지나치게 관대하다고 우려했다. 2013년 현재, 《Folie à Deux》는 미국에서 449,000장 이상을 팔았다.

## 배경
폴 아웃 보이는 2007년 음반 《Infinity on High》 발매 직후 후임자를 위한 자료를 쓰기 시작했다. 2008년 3월, 이 밴드는 과학자 관객을 위해 남극에서 공연할 계획으로 9개월 동안 7개 대륙 모두에서 공연한 유일한 음악 활동으로 《기네스 세계 기록》 등재를 시도했다. 그러나 악천후 때문에 이 그룹은 칠레의 푼타아레나스에서 남극으로 가는 비행기를 탈 수 없었다. 이 성공적이지 못한 시도에도 불구하고, 이 그룹은 이 경험으로부터 에너지를 느꼈고 더 많은 음악을 작곡하는 데 영감을 받았다. 이것은 이 밴드가 스튜디오에 들어가기로 결정했을 때 체득할 더 많은 자료로 이어졌다. 폴 아웃 보이는 2008년 6월 동안 "3~4" 노래 아이디어가 개발된 닐 애브론의 집에서 아이디어를 형성하는 데 시간을 보냈다. 리드 보컬리스트 겸 기타리스트 패트릭 스텀프와 베이시스트 겸 작사가 피트 웬츠는 다음 달에 걸쳐 이러한 아이디어를 노래로 바꾸기 시작했다. 웬츠는 이 과정이 평소와 같다고 설명했다. "저는 패트릭의 집에 가서 그가 거기 앉아서 노래를 틀면, 저는 '아, 그거 대박이야!'라고 말할 것입니다."
그 밴드는 더 빨리 새로운 음악을 작업할 계획이었지만, 마이클 잭슨의 〈Beat It〉을 싱글로 발매한 것이 방해가 되었다. 그 싱글 음반은 그 밴드가 더 많은 홍보를 위해 뮤직 비디오를 촬영하기를 원했던 아일랜드 레코드의 "퇴치" 레이블이다. 스텀프는 자신이 그 밴드의 이전 음반을 지배했다고 믿으면서, 덜 "자아적"이라는 의도로 스튜디오에 들어갔다. 그는 자신의 보컬을 전면에 내세우는 대신, 다른 소리들이 함께 모이는 응집력 있는 음반을 만드는 데 더 집중하기를 원했다. 폴 아웃 보이의 마지막 두 개의 음반을 제작한 애브론의 도움으로, 4인조는 《Infinity on High》의 다층 사운드와 반대로 《Folie à Deux》의 음악을 단순화하기로 결정했다. 이 밴드는 단 한 음도 녹음되기 전에 끊임없이 음반에 대해 인터뷰를 했고, 이는 음반이 어떻게 들릴지에 대한 오해로 이어졌다. 이 음반은 처음에는 전적으로 어쿠스틱 포크 음악으로 구성되어 있다고 소문이 났지만, 다른 소식통들은 나중에 랩 록을 파헤칠 것이라고 주장했다.

## 커버 아트
2008년 9월 13일, 커버 아트가 그 밴드의 웹사이트에 공개되었다. 그 음반의 커버는 아티스트 루크 츄에 의해 그려졌다. 웬츠는 츄에게 연락해서 그에게 그 작품을 만들어달라고 요청했고, 동의했다. 츄는 그 상황을 회상했다. "그들은 제게 그 커버 아트와 그 커버의 최종 디자인 모두에 대한 완전한 창조적인 통제권을 주었습니다." 츄는 음반의 제목과 근본적인 주제를 그 작품에 대한 영감으로 사용했다. "음반의 제목은 《Folie à Deux》이고, 밴드의 인기와 함께 이것을 고려할 때, 저는 팬덤의 개념과 일부 사람들이 그들의 사랑/열정을 분명히 건강에 좋지 않은 수준으로 기꺼이 받아들이는 방법에 초점을 맞추기로 결정했습니다." 웬츠는 현재 원본 그림을 소유하고 있다. 디스크의 라이너 노트에는 빈 페이지가 옆에 있는 밴드 멤버들의 사진이 포함되어 있다. 이 그룹은 팬들이 공간에 그들이 그린 그림을 제출할 수 있도록 허용하고 밴드의 웹사이트에 게시했다.

## 곡 목록
모든 곡들은 특별한 언급이 없는 한 앤디 헐리, 패트릭 스텀프, 조 트로먼 그리고 피트 웬츠에 의해 작사/작곡하였다.
| #   | 제목 | 작사·작곡                                 | 재생 시간 |
| --- | --- | ----------------------------------------- | --------- |
| 1.  | 〈Disloyal Order of Water Buffaloes〉 |                                           | 4:17      |
| 2.  | 〈I Don't Care〉 | 노먼 그린바움, 헐리, 스텀프, 트로먼, 웬츠 | 3:34      |
| 3.  | 〈She's My Winona〉 |                                           | 3:51      |
| 4.  | 〈America's Suitehearts〉 |                                           | 3:34      |
| 5.  | 〈Headfirst Slide into Cooperstown on a Bad Bet〉                                                                                         |                                           | 3:54      |
| 6.  | 〈The (Shipped) Gold Standard〉 |                                           | 3:19      |
| 7.  | 〈(Coffee's for Closers)〉 |                                           | 4:35      |
| 8.  | 〈What a Catch, Donnie (Feat. 브렌던 유리, 알렉산더 디리온, 윌리엄 베켓, 엘비스 코스텔로, 트래비 매코이, 더그 노이만 & 게이브 사포르타)〉 |                                           | 4:51      |
| 9.  | 〈27〉 |                                           | 3:12      |
| 10. | 〈Tiffany Blews (Feat. 릴 웨인, 알렉산더 디리온)〉                                                                                        |                                           | 3:44      |
| 11. | 〈w.a.m.s.〉 | 헐리, 스텀프, 트로먼, 퍼렐 윌리엄스, 웬츠 | 4:38      |
| 12. | 〈20 Dollar Nose Bleed (Feat. 브렌던 유리)〉                                                                                              |                                           | 4:17      |
| 13. | 〈West Coast Smoker (Feat. 데비 해리)〉                                                                                                   |                                           | 2:46      |

## 인증
| 국가                       | 인증     | 판매량/출하량 |
| -------------------------- | -------- | ------------- |
| 오스트레일리아 (ARIA)      | 플래티넘 | 70,000^       |
| 뉴질랜드 (RMNZ)            | 골드     | 7,500^        |
| 영국 (BPI)                 | 골드     | 100,000^      |
| 미국 (RIAA)                | 골드     | 500,000^      |
| ^출하량을 기반으로 한 인증 |          |               |